# ناعور اردن
ناعور اردن (به عربی: ناعور) یک منطقهٔ مسکونی در اردن است که در استان عمان واقع شده‌است.

## خصوصیات
ناعور اردن ۸۷ کیلومترمربع مساحت و ۵۰٬۰۰۰ نفر جمعیت دارد و ۷۷۷–۸۵۰ متر بالاتر از سطح دریا واقع شده‌است.